# Le Rêve du radjah ou la Forêt enchantée
Pour plus de détails, voir Fiche technique et Distribution.
Le Rêve du radjah ou La forêt enchantée est un film de Georges Méliès sorti en 1900 au début du cinéma muet. Il dure deux minutes et demie.

## Synopsis
Un maharajah s’endort dans son palais. Un papillon vole dans la pièce, il essaie de l’attraper avec un filet, en vain. Il se rendort, se réveille dans la jungle. Il essaie de s’asseoir sur un fauteuil qui change sans arrêt de place, puis un arbre apparaît. Il essaie de le déraciner, en vain ; l’arbre soudain est muni d’une tête puis prend forme humaine et commence à poursuivre le maharadjah, et disparaît dans un écran de fumée. Une belle femme apparaît ensuite, il essaie de la séduire alors qu’elle semble peu convaincue. Une assemblée de femmes apparaît alors, et par une danse fait tomber le maharajah. Une foule féminine encore plus nombreuse lui court ensuite après, et déguisée, essaie de l’amener à un autel où il va être décapité. Il se débat, et finalement se rend compte, en se battant avec son oreiller, qu’il était en train de rêver.